# Vitus Bering Danmark
Vitus Bering Danmark, grundlagt 2001, var et center for videregående uddannelse beliggende i Horsens. Siden januar 2008 har Vitus Bering Danmark været en del af professionshøjskolen VIA University College. Vitus Bering Danmark var en fusion af Teknisk Uddannelsescenter Horsens og Ingeniørhøjskolen i Horsens. Fra 2003 blev Gedved Seminarium ligeledes en del af Vitus Bering. Institutionen havde over 22.000 kursister, elever og studerende, beskæftigede 550 ansatte og omsatte årligt for ca. 300 mio. kr.
Vitus Bering Danmark udbød såvel teknisk gymnasium og HF, erhvervsrettede uddannelser, professionsbacheloruddannelser samt kortere og mellemlange videregående uddannelser indenfor det tekniske, merkantile og pædagogiske område. Nogle af uddannelserne blev udbudt på engelsk.